# Gemini des Twin Cities
Actualités
Les Gemini des Twin Cities (officiellement en anglais : Twin Cities Gemini) sont une franchise féminine de rugby à XV basée dans la métropole de Minneapolis-Saint Paul L'équipe dispute la Women's Elite Rugby, championnat professionnel des États-Unis.

## Historique
En 2022, la Premier League entame la campagne « Ignite the change » visant à professionnaliser le rugby féminin aux États-Unis. À la mi-2023, un conseil de direction était mis en place avec l'objectif de créer une ligue privée professionnelle, et profiter de l'essor des sports féminins ainsi que de la médiatisation à venir de la Coupe du monde 2033. La Women's Elite Rugby est lancée et annonce en 2024 que Minneapolis fait partie des six métropoles choisies pour accueillir les premières franchises de la nouvelle ligue. Un choix logique dans la mesure où la ville héberge une équipe de Premier League, à savoir les Twin Cities Amazons. Au mois d'octobre, la ligue révèle le nom de l'entraineuse : il s'agit de l'internationale à sept Sylvia Braaten, membre de l'encadrement technique des Eagles.
En janvier 2025, le nom et l'identité visuelle de l'équipe sont révélés : il s'agira des Twin Cities Gemini, en référence aux « villes jumelles » de Minneapolis et Saint Paul. En février, les Gemini révèlent leurs Foundational Five, les cinq premières joueuses mises sous contrat. Il s'agit d'Emerson Allen, Abbey Jacobs, Marisa Hall, Katrina Nunes, et Tatyana Reed. L'effectif complet (trente joueuses) est dévoilé deux semaines plus tard. On y trouve notamment Alivia Leatherman (Ealing Trailfinders). L'équipe joue au TCO Stadium d'Eagan.